# L-Inħawi tar-Ramla tat-Torri u tal-Irdum tal-Madonna
L-Inħawi tar-Ramla tat-Torri u tal-Irdum tal-Madonna este o arie protejată (arie specială de conservare — SAC, sit de importanță comunitară — SCI, arie de protecție specială avifaunistică — SPA) din Malta întinsă pe o suprafață de 74,91 ha, integral pe uscat.

## Localizare
Centrul sitului L-Inħawi tar-Ramla tat-Torri u tal-Irdum tal-Madonna este situat la coordonatele 35°59′31″N 14°22′09″E / 35.992°N 14.3693°E.

## Înființare
Situl L-Inħawi tar-Ramla tat-Torri u tal-Irdum tal-Madonna a fost declarat sit de importanță comunitară în aprilie 2004 pentru a proteja 1 specie de plante și 6 specii de animale. Alte tipuri de protecție:
- arie de protecție specială avifaunistică (în aprilie 2004)[2]
- arie specială de conservare (în decembrie 2016)[1][3][4]

## Biodiversitate
Situată în ecoregiunea mediteraneană, aria protejată conține 8 habitate naturale: Vegetație anuală la limita mareei, Faleze cu vegetație de Limonium spp. endemic de pe coastele mediteraneene, Dune mobile cu vegetație embrionară, Dune de pe litoral fixate cu Crucianellion maritimae, Dune cu Euphorbia terracina, Tufărișuri termo-mediteraneene și de pre-deșert, Phrygana din Mediterana de Vest de pe vârfurile falezelor (Astragalo-Plantaginetum subulatae), Pante stâncoase calcaroase cu vegetație casmofită.
La baza desemnării sitului se află mai multe specii protejate:
- plante (1): Orobanche densiflora
- păsări (3): ciocârlie-cu-degete-scurte (Calandrella brachydactyla), Calonectris diomedea, Puffinus yelkouan
- nevertebrate (2): Brachytrupes megacephalus, Pseudoseriscius cameroni
- reptile (1): Elaphe situla